# Anja Spasojević
Anja Spasojević est une ancienne joueuse serbe de volley-ball née le 4 juillet 1983 à Belgrade. Elle mesure1,87 m  et jouait au poste de réceptionneuse-attaquante. Elle a totalisé 96 sélections en équipe de Serbie.

## Clubs
| Club                   | De        | À         |
| ---------------------- | --------- | --------- |
| Crvenz Zvezda Belgrade | 1998-1999 | 2003-2004 |
| Asystel Novare         | 2004-2005 | 2006-2007 |
| VBC Voléro Zurich      | 2007-2008 | 2007-2008 |
| Fenerbahçe İstanbul    | 2008-2009 | 2008-2009 |
| Universitet Belgorod   | 2009-2010 | 2009-2010 |
| RC Cannes              | 2010-2011 | 2011-2012 |
| Universal Modena       | 2012-2013 | 2012-2013 |
| Oufimotchka Oufa       | fév 2013  | mai 2013  |
| Dinamo Krasnodar       | 2013-2014 | 2013-2014 |

## Palmarès

### Équipe nationale
- Championnat d'Europe de volley-ball
  - Finaliste : 2007.

### Clubs
- Top Teams Cup (1)
  - Vainqueur : 2006.
- Championnat de Serbie-et-Monténégro (3)
  - Vainqueur : 2002, 2003, 2004.
- Coupe de Serbie-et-Monténégro (1)
  - Vainqueur : 2002.
- Supercoupe d'Italie (1)
  - Vainqueur : 2005.
- Championnat de Suisse (1)
  - Vainqueur : 2008.
- Coupe de Suisse (1)
  - Vainqueur : 2008.
- Championnat de Turquie (1)
  - Vainqueur : 2009.
- Championnat de France (2)
  - Vainqueur : 2011, 2012.
- Coupe de France (2)
  - Vainqueur : 2011, 2012.
- Ligue des champions
  - Finaliste : 2012.

### Distinctions individuelles
- Coupe de la CEV féminine 2007 : Meilleure serveuse.